# Paleo Faliro (gmina)
Paleo Faliro (gr. Δήμος Παλαιού Φαλήρου, Dimos Paleu Faliru) – gmina w Grecji, w administracji zdecentralizowanej Attyka, w regionie Attyka, w jednostce regionalnej Ateny-Sektor Południowy. Siedzibą i jedyną miejscowością gminy jest Paleo Faliro. W 2011 roku liczyła 64 021 mieszkańców.